# Laquenexy
Laquenexy là một xã trong vùng Grand Est, thuộc tỉnh Moselle, quận Metz-Campagne, tổng Pange. Tọa độ địa lý của xã là 49° 04' vĩ độ bắc, 06° 18' kinh độ đông. Laquenexy nằm trên độ cao trung bình là m mét trên mực nước biển, có điểm thấp nhất là 215 mét và điểm cao nhất là 270 mét. Xã có diện tích 9,09 km², dân số vào thời điểm 2005 là 995 người; mật độ dân số là 109,3 người/km². Laquenexy nằm về phía đông của Metz.

## Thông tin nhân khẩu
| 1962 | 1968 | 1975 | 1982 | 1990 | 1999 |
| ---- | ---- | ---- | ---- | ---- | ---- |
| 314  | 366  | 447  | 746  | 781  | 942  |